# Nadieżda Pisariewa
Nadieżda Michajłowna Pisariewa (ros. Надежда Михайловна Писарева; biał. Надзея Міхайлаўна Пісарава, Nadzieja Michajłauna Pisarawa, ur. 5 lipca 1988 w Kingiseppie) – rosyjska biathlonistka reprezentująca Białoruś od 2010 roku.

## Kariera
Po raz pierwszy na arenie międzynarodowej pojawiła się 27 listopada 2010 roku, startując w zawodach Pucharu Europy w Beitostølen, gdzie zajęła 26. miejsce w sprincie. Nigdy nie wystąpiła na mistrzostwach świata juniorów. W zawodach Pucharu Świata w biathlonie zadebiutowała 1 grudnia 2010 roku w Östersund, zajmując 42. miejsce w biegu indywidualnym. Pierwsze pucharowe punkty wywalczyła 8 stycznia 2011 roku w Oberhofie, zajmując 35. miejsce w sprincie. Największy sukces w karierze osiągnęła w 2011 roku, zdobywając brązowy medal w sztafecie podczas mistrzostw świata w Chanty-Mansyjsku. W 2014 roku wystąpiła na igrzyskach olimpijskich w Soczi, zajmując 35. miejsce w biegu indywidualnym i piąte w sztafecie.

## Osiągnięcia

### Zimowe igrzyska olimpijskie
| Rok  | Miejscowość | Konkurencje | Konkurencje | Konkurencje | Konkurencje | Konkurencje | Konkurencje | Konkurencje |
| Rok  | Miejscowość | IN          | SP          | PU          | MS          | RL          | MR          | SR          |
| ---- | ----------- | ----------- | ----------- | ----------- | ----------- | ----------- | ----------- | ----------- |
| 2014 | Soczi       | 35.         | nd.         | nd.         | nd.         | 4.          | nd.         | –           |

### Mistrzostwa świata
| Rok  | Miejscowość     | Konkurencje | Konkurencje | Konkurencje | Konkurencje | Konkurencje | Konkurencje | Konkurencje |
| Rok  | Miejscowość     | IN          | SP          | PU          | MS          | RL          | MR          | SR          |
| ---- | --------------- | ----------- | ----------- | ----------- | ----------- | ----------- | ----------- | ----------- |
| 2011 | Chanty-Mansyjsk | –           | 65.         | –           | –           | 3.          | –           | –           |
| 2016 | Oslo            | 18.         | 50.         | 50.         | –           | 7.          | –           | –           |
| 2017 | Hochfilzen      | –           | 61.         | –           | –           | 9.          | –           | –           |

### Puchar Świata

#### Miejsca w klasyfikacji generalnej
| Sezon     | Miejsce |
| --------- | ------- |
| 2010/2011 | 91.     |
| 2012/2013 | 63.     |
| 2013/2014 | 76.     |
| 2014/2015 | 41.     |
| 2015/2016 | 88.     |
| 2016/2017 | 101.    |

#### Miejsca na podium chronologicznie
(drużynowo)
| Lp. | Dzień       | Rok  | Miejscowość     | Konkurencja       | Lokata | Pudła | Czas biegu  | Strata       | Zwycięzca |
| --- | ----------- | ---- | --------------- | ----------------- | ------ | ----- | ----------- | ------------ | --------- |
| 1.  | 6 stycznia  | 2011 | Oberhof         | Sztafeta 4 × 6 km | 3.     | 1+13  | 1:19:24.5 h | + 1:31.4 min | Szwecja   |
| 2.  | 13 marca    | 2011 | Chanty-Mansyjsk | Sztafeta 4 × 6 km | 3.     | 1+6   | 1:15:18.5 h | + 1:47.1 min | Niemcy    |
| 3.  | 19 stycznia | 2012 | Anterselva      | Sztafeta 4 × 6 km | 2.     | 0+10  | 1:17:09.0 h | + 2.5 s      | Francja   |
| 4.  | 13 grudnia  | 2014 | Hochfilzen      | Sztafeta 4 × 6 km | 2.     | 0+10  | 1:12:01.5 h | + 21.1 s     | Niemcy    |
| 5.  | 7 stycznia  | 2015 | Oberhof         | Sztafeta 4 × 6 km | 3.     | 1+8   | 1:18:02.8 h | + 1:06.8 min | Czechy    |
| 6.  | 14 stycznia | 2015 | Ruhpolding      | Sztafeta 4 × 6 km | 2.     | 0+6   | 1:25:11.0 h | + 1:13.3 min | Czechy    |